# Schramm (Band)
Schramm ist eine Industrial-Metal-Band aus Greifswald und Usedom. Ihr Stil setzt sich aus den Musikgenres der Neuen Deutschen Härte, des Dark Rocks, des EBM, des Metal und des Dark Electro zusammen. Das Debütalbum erschien im Jahr 2012.

## Geschichte
2006 gründete Robert Meyer sein Soloprojekt „SCHRAMM“, mit dem er verschiedene Electro-Tracks in seinem Studio aufnahm. Vier Jahre später, 2010, stieß Keyboarder und Gitarrist Ringo Behn dazu, um das Soloprojekt in ein Bandprojekt zu verwandeln. Im gleichen Jahr lernte Behn den Schlagzeuger Roman „Schaule“ Zilski kennen und kurz darauf war auch er Teil der Band. Seit 2016 vervollständigt Gitarrist Christian Rossbach SCHRAMM.
SCHRAMM ist durch ständige Stilbrüche und optische Veränderungen geprägt. Beeinflusst von Genrebands wie z.Bsp. AND ONE, Wumpscut, Eisbrecher, Die Krupps oder Marilyn Manson und Rob Zombie, entwickelten SCHRAMM einen eigenen dystopischen Stil, der sich auch in der Bühnenshow wiederfindet. Eine Besonderheit ist, dass SCHRAMM auf der Bühne das Instrument Theremin verwendet, welches als das schwierigste Instrument der Welt gilt. Meyer ist als Thereminist in weiteren Musik-Projekten vertreten.
Viele ihrer Liveauftritte absolvierte Schramm in Schweden, Tschechien, England, Schweiz, Österreich und Italien.
Am 11. Februar 2024 wurde in der ZDF-Reportage „Usedom im Winter - Auszeit auf der Insel“ die Band kurz porträtiert. Des Weiteren wurde Robert Meyer als Künstler, der in Zinnowitz arbeitet und lebt, erwähnt.

## Nebenprojekte
Meyer mit Schaule-Zilski in der im Mai 2022 neu gegründeten Formation „Signalfarbe Schwarz“ unterwegs, welche aus dem gemeinsamen Electronic-Projekt „Schaulecasino“ hervorging. So haben sie bereits im Jahr 2020 in Stade bei der dritten Veranstaltung des „Scientia Mortuorum - Von der Wissenschaft der Toten“ von Initiatorin Dr. Anja Kretschmer (Schwarze Witwe) den deutschen Stummfilmklassiker „Das Cabinet des Doktor Caligari“ (1920) modern und mit ihren eigenen Instrumenten live vor Publikum neu vertont.
Zilski war Drummer der Band Grannys Nephews.

## Diskografie

### Alben
- 2012: Schramm (Future Fame)
- 2018: Nuklear Fetisch (Cleopatra Records)

### Remixe / Features
- 2012: Sonne (Schramm Remix) / Album: Schwarzes Mannheim brennt / Future Fame
- 2012: Tanz Püppchen Tanz (Schramm Remix) / Album: AD:KEY - Astrogator / Emmo.biz Records
- 2013: Tod Essen Leben Auf (Schramm Remix) / Album: Wumpscut - Madman Szpital / Metropolis Records
- 2014: 2 Fratzen (feat. Schramm) / Album: Extize - Don’t fuck with an Angel / Dark Tunes
- 2015: Headhunter (Schramm Remix) / Album: Im Rhythmus bleiben - A Tribute to Front 242

### Beiträge auf CD Samplern
- 2012  Wasch Dich / Sampler: Schwarze Welle 4
- 2012  Tango / Tierliebe / Sampler: EBX
- 2013  Asbest / Sampler: Radio Body Music „Stompers United“
- 2014  Nonnenstudio / Sampler: Radio Body Music „Body to Body“
- 2014  Illuminati / Zillo-Magazin CD compilation
- 2018  Noch einmal / Sonic Seducer CD Compilation
- 2018  Stosszeit / Orkus CD Compilation

### Beiträge auf DVD Samplern
- 2012  Asbest (Video) / Zillo Magazin - DVD Compilation
- 2013  Musclecar (Video) / Zillo Magazin DVD Compilation

## Musikvideos
- 2011: Asbest (Regie: Tim „Grenzwert“ Rösing)
- 2012: Musclecar
- 2012: Illuminati (Regie: Tim „Grenzwert“ Rösing)
- 2018: Schreie (Regie: Tim „Grenzwert“ Rösing)
- 2018: Kommando Sonne
- 2019: Antiform
- 2019: Schwarzes Weib